# Sinusbradykardi
Sinusbradykardi är en arytmi som innebär att hjärtat slår långsammare än 50 slag per minut. Denna gräns gäller inom svensk sjukvård. I andra länder kan annorlunda gränsdragning förekomma. Sinusbradykardi är identisk med sinusrytm förutom att slagfrekvensen är lägre.